# Louis-Joseph-Delphin Féraud-Giraud
Louis Joseph Delphin Féraud-Giraud est un magistrat et jurisconsulte français né le 24 décembre 1819 à Marseille (Bouches-du-Rhône) et mort le 5 mars 1908 à Aix-en-Provence (Bouches-du-Rhône).

## Biographie
Docteur en Droit en 1842, il débute au barreau de Marseille puis poursuit sa carrière comme magistrat. Successivement substitut du procureur du Roi à Apt, 1845, puis  substitut au tribunal de première instance d’Aix-en-Provence en 1847, il est révoqué en 1848 car lié au parti orléaniste. Substitut du procureur de la République à Aix en  septembre 1849, il devient Juge au tribunal d'Aix, le 30 octobre 1851, puis Conseiller à la Cour impériale d'Aix en I852 et Président de chambre, le 14 août 1869. Il est nommé Conseiller à la Cour de cassation le 23 juillet 1878 (chambre des requêtes).

En 1867, il fait partie de la Commission du ministère des Affaires étrangères pour l’étude des questions concernant la juridiction des Echelles du Levant, chargée de préparer un projet de réorganisation de la justice en Orient , et, en mars 1870, de la commission de la réforme judiciaire en Egypte. Il est membre de diverses Commissions administratives et d'instruction publique, de l'Académie de législation de Toulouse, de l'Institut d'Egypte et des Sociétés académiques d’Aix, de Marseille, de Toulon, de Saint-Etienne, d’Angers. Il avait été élu, le 14 décembre 1892, président de la Société de législation comparée.

Auteur de nombreux écrits juridiques , et collaborateur à la Revue critique de législation, à la Revue historique de droit français et étranger, à la Revue du droit international et à La France judiciaire.

Il s’intéresse également à la politique, il collabore notamment au Dictionnaire général de la politique de Block. Membre du conseil général des Bouches-du-Rhône (1861-1870) et conseiller municipal d’Aix-en-Provence.

Oncle par alliance du linguiste et éditeur louisianais Alcée Fortier. Il épouse en 1845 Marie-Thérèse Mottet, fille du conseiller d’Etat Ambroise Mottet. 

## Ouvrages
- Etudes sur la législation et la jurisprudence concernant les fouilles et extractions de matériaux, occupations temporaires et dommages causés à la propriété privée en dehors de l'expropriation, à l'occasion des travaux publics / par L.-J.-D. Feraud-Giraud,... / Aix : Aubin , 1845
- Servitudes de voirie : études sur la législation et la jurisprudence concernant les charges établies dans un intérêt de voirie sur les propriétés privées bordant les rues et places, routes et chemins, voies de fer, cours d'eau / par L.-J.-D. Féraud-Giraud / Aix : Aubin , 1850
- Législation des chemins de fer par rapport aux propriétés riveraines : deuxième partie des études sur la législation et la jurisprudence concernant les charges établies dans un intérêt de voierie sur les propriétés privées bordant les rues et places, routes et chemins, voies de fer et d'eau / par L. J. D. Féraud-Giraud / Paris : Carillan-Goeury et V. Dalmont , 1853
- Législation française concernant les ouvriers : Enseignement, législation professionnelle, assistance / L.-J.-D. Féraud-Giraud, ... / Paris : Aug. Durand , 1856
- Jurisprudence de la Cour impériale d'Aix et décisions notables du tribunal de commerce de Marseille concernant le droit maritime : 1811-1855 / par L.-J.-D. Féraud-Giraud,.. / Aix : A. Makaire , 1857
- Droit international. France et Sardaigne. Exposé des lois et traités concernant : 1° la délimitation des frontières, 2° le droit civil international... 3° le droit criminel... 4° les relations commerciales... / par L.-J.-D. Féraud-Giraud,... / Paris : A. Durand , 1859
- La Juridiction française dans les échelles du Levant et de Barbarie / par J.-L.-D. Féraud-Giraud / Paris : A. Durand , 1859
- Police des bois, défrichements et reboisements : commentaire pratique sur les lois promulguées en 1859 et 1860 / par L.-J.-D. Féraud-Giraud / Paris : A. Durand , 1861
- Traité de la grande voirie et de la voirie urbaine / L.-J.-D. Féraud-Giraud / Paris : V. Berger-Levrault , 1865
- Voies rurales publiques et privées et servitudes rurales de passage / L. J. D. Feraud-Giraud / Paris : Durand et Pedone-Lauriel , 1868
- De la juridiction française dans les échelles du Levant et de Barbarie : étude sur la condition légale des étrangers dans les pays hors chrétienté / par L.-J.-D. Féraud-Giraud / 2e éd. / Paris : Durand & P. Lauriel , 1871
- Voies rurales publiques et privées et servitudes rurales de passage / Féraud-Giraud / 2e éd. / Paris : Thorin , 1872
- Des Voies publiques et privées modifiées, détruites ou créées / par suite de l'exécution des chemins de fer ; par L.-J.-D. Féraud-Giraud / Paris : Durand et Pédone-Lauriel , 1878
- De la compétence des tribunaux français pour connaître des contestations entre étrangers / par L.-J.-D. Féraud-Giraud / Paris : Marchal, Billard et Cie , 1880
- Occupation militaire, recours à raison des dommages causés par la guerre / par L.-J.-D. Féraud-Giraud,... / Paris : A. Durand et Pédone-Lauriel , 1881
- Code des transports de marchandises et de voyageurs par chemins de fer ou Manuel pratique de législation, d'administration, de doctrine et de jurisprudence concernant les transports par les voies ferrées / par L.-J.-D. Féraud-Giraud,... / Paris : A. Durand et Pedone-Lauriel , 1883
- Les justices mixtes dans les pays hors chrétienté : causeries à l'occasion d'un essai de réglementation internationale / Féraud-Giraud / Paris : A. Durand et Pédone-Lauriel , 1884
- Code des mines et mineurs : manuel de législation, d'administration, de doctrine et de jurisprudence concernant les mines, minières et carrières, le personnel de leur exploitation et ses institutions / L.-J.-D. Féraud-Giraud / Paris : A. Durand et Pedone-Lauriel , 1887
- Code des transports de marchandises et de voyageurs par chemins de fer 2, Transports de marchandises / par L.J-D. Feraud-Giraud,... / 2e éd. revue et mise au courant de la législation, de la doctrine et de la jurisprudence / Paris : A. Durand et Pedone-Lauriel , 1889
- Code des transports de marchandises et de voyageurs par chemins de fer 3, Transports de voyageurs / par L.J-D. Feraud-Giraud,... / 2e éd. revue et mise au courant de la législation, de la doctrine et de la jurisprudence / Paris : A. Durand et Pedone-Lauriel , 1889
- Droit d'expulsion des étrangers : VIIIe Commission de l'Institut de droit international : Contribution à l'étude de la question / par L.-J.-D. Féraud-Giraud / Aix : impr. de A. Makaire , 1889
- De l'extradition : projet et notes présentés à la commission du contentieux du ministère des affaires étrangères / Louis-Joseph-Delphin Féraud-Giraud / Paris : s.n , 1890
- Code de la séparation des pouvoirs administratif et judiciaire et des conflits d'attribution / par L. J. D. Féraud-Giraud,... / Paris : A. Durand et G. Pedone-Lauriel , 1892
- Notes sur la Durance en général et spécialement sur son régime administratif entre le Verdon et le Rhône, ce qu'il est, ce qu'il devrait être / L.-J.-D. Féraud-Giraud / Aix : A. Makaire , 1893
- États et souverains : personnel diplomatique et consulaire, corps de troupe : navires et équipages, personnes civiles devant les tribunaux étrangers / par L.-J.-D. Féraud-Giraud / Paris : A. Durand et Pédone-Lauriel , 1895
- Traité des voies rurales publiques et privées et servitudes rurales de passage / L.-J.-D. Féraud-Giraud,... / 4e édition complétée et mise au courant de la législation, de la doctrine et de la jurisprudence / Paris : Marchal et Billard , 1896
- Régime légal des propriétés riveraines des chemins de fer / par L.-J.-D. Féraud-Giraud,... / Paris : Marchal et Billard , 1898
- Institut de droit international. 3e commission d'étude. Du Régime légal des navires et de leur équipage dans les ports étrangers, communication de M. Féraud-Giraud,... [30 avril 1898.] / Louis-Joseph-Delphin Féraud-Giraud / Aix : impr.  Makaire , [S. d.]